# Sfârșitul Pământului
Sfârșitul Pământului (1990) (titlu original The Ends of the Earth) este o culegere de povestiri science fiction și horror a scriitorului Lucius Shepard. Este a doua carte publicată de Arkham House, având un tiraj de 4.655 de exemplare. Povestirile au apărut inițial în Isaac Asimov's Science Fiction Magazine, The Magazine of Fantasy and Science Fiction și în alte reviste.

## Conținut
- Sfârșitul Pământului (The Ends of the Earth)
- Delta Sly Honey (Delta Sly Honey)
- În drum spre Glory (Bound for Glory)
- Exercițiul de credință (The Exercise of Faith)
- Nomans Land (Nomans Land)
- Viața lui Buddha (Life of Buddha)
- Umbrele (Shades)
- Aymara (Aymara)
- Tigrul de lemn (A Wooden Tiger)
- Băiatul de lut negru (The Black Clay Boy)
- Zona de foc Emerald (Fire Zone Emerald)
- La frontieră (On the Border)
- Frumoasa fiică a căutătorului de solzi (The Scalehunter's Beautiful Daughter)
- Capitulare (Surrender)

## Acțiunea

### Sfârșitul Pământului
Un joc mayaș deschide o poartă către o altă lume, transformând oamenii care îl joacă în ființe supranaturale.

### Delta Sly Honey
Plutoanele dispărute în timpul războiului bântuie în continuare junglele sub forma unor ființe cu puteri ieșite din comun.

### În drum spre Glory
Un teritoriu afectează ființele care trăiesc acolo și pe cele care îl străbat, ajutându-le să se elbereze interior, dar transformându-le în creaturi înspăimântătoare.

### Exercițiul de credință
Un preot are capacitatea de a vedea dorințele carnale ascunse în sufletele credincioșilor.

### Nomans Land
În secolul al XIX-lea, o specie de păianjeni veninoși aproape a exterminat omenirea, iar ceea ce trăim acum este, de fapt, o iluzie.

### Viața lui Buddha
Un bărbat cu puteri magice reușește, cu ajutorul lor, să se transforme în femeie după voie.

### Umbrele
Fantomele celor morți pot fi capturate și ucise definitiv.

### Aymara
Călătoria în timp este folosită pentru ca oamenii să se asigure că evenimentele din trecut se întâmplă așa cum trebuie, iar cei implicați în decizii cruciale pentru omenire nu își schimbă în ultima clipă alegerea.

### Tigrul de lemn
Un bărbat descoperă că iubita lui face parte dintr-o organizație care vrea să îl lichideze pe mentorul său, pe care el îl ajutase la un moment dat să fugă departe de lume.

### Băiatul de lut negru
Construind o figurină din lut negru, o femeie își reamintește tumultuoasa ei viață amoroasă.

### Zona de foc Emerald
O zonă din junglă acționează ca o ființă vie, care se materializează sub forma unei femei.

### La frontieră
În timpul călătoriei sale spre frontieră pentru a ajuta o americancă să revină la familia ei, un tânăr latin trece printr-un adevărat ritual de maturizare.

### Frumoasa fiică a căutătorului de solzi
Dragonul Griaule a fost vrăjit să rămână nemișcat, dar nu a murit. Pe spatele său s-au construit orașe, dar influența lui asupra locuitorilor este malefică. Fata unui căutător de solzi intră în comuniune cu dragonul, pe care îl ajută. Acțiunea povestirii se petrece în același univers cu "Omul care a pictat dragonul Griaule".

### Capitulare
Colonialismul despotic american și lăcomia latinilor din țările Americii Centrale duc la producerea unor adevărate dezastre în aceste țări, cum ar fi crearea unor monștri care scapă de sub control.

## Premii
- Premiul World Fantasy - 1992